# Vena circumflexa ilium superficialis
Die Vena circumflexa ilium superficialis (lat., wörtlich „die oberflächliche bogenförmige Vene des Darmbeins“) ist eine der fünf Venen, die in den Venenstern, der im Trigonum femorale liegt, münden. Sie verläuft bogenförmig außen um das Darmbein herum. Sie anastomosiert mit der aus der Vena femoralis entspringenden Vena circumflexa ilium superficialis.
Es existiert ebenso noch die Vena circumflexa ilium profunda. Diese verläuft parallel am inneren des Darmbeins entlang und anastomosiert mit der Vena circumflexa ilium profunda, die ebenfalls aus der Vena femoralis entspringt.